# Mickaël Roche
Mickaël Roche (Papeete, 24 de dezembro de 1982) é um futebolista taitiano que atua como goleiro. Atualmente, joga pelo AS Dragon e defende a Seleção Taitiana de Futebol. Fora dos gramados, trabalha como professor de educação física.

## Carreira em clubes
Roche começou a sua carreira no clube local AS Jeunes antes de se mudar para França para jogar pelo time reserva do AS Monaco, em 2000. Ele se mudou para o ROS Menton no ano seguinte, ficando na equipe até 2005, após ser transferido para o US Marseille Endoume. O goleiro retornou ao Taiti em 2006 e juntou-se ao AS Dragon após três anos e vencendo o campeonato taitiano de futebol de 2011-2012.

## Na seleção
Convocado para a Seleção Taitiana desde 2011, Roche roubou a cena em 2013, na partida contra a Espanha, válida pela Copa das Confederações. Escalado para defender o gol da equipe da Oceania, no lugar de Xavier Samin (que atuou contra a Nigéria), o goleiro sofreu 10 gols da Fúria, que atuava com uma equipe reserva. Mesmo assim, Roche foi ovacionado pela torcida que lotava o Maracanã.

## Aparições internacionais
| # | Data                  | Oponente       | Gol | Placar |
| - | --------------------- | -------------- | --- | ------ |
| 1 | 7 de abril de 2011    | Nova Caledônia | 0   | 1-0    |
| 2 | 3 de setembro de 2011 | Kiribati       | 0   | 17-1   |
| 3 | 1 de junho de 2012    | Samoa          | 0   | 10–1   |
| 4 | 3 de junho de 2012    | Nova Caledônia | 0   | 4-3    |
| 5 | 16 de outubro de 2012 | Nova Zelândia  | 0   | 0-3    |
| 6 | 20 de junho de 2013   | Espanha        | 0   | 0-10   |